# Witold Poinc (kapitan żeglugi wielkiej)
Witold Zygmunt Poinc (ur. 2 maja 1908 w Kamiennej, zm. 18 września 1982 w Gdyni) – polski kapitan żeglugi wielkiej, współtwórca Polskiego Ratownictwa Okrętowego.

## Życiorys
Urodzony w Kamiennej jako syn Juliana, maszynisty kolejowego. Po wybuchu I wojny światowej, razem rodziną został przesiedlony w głąb Rosji. W czasie rewolucji październikowej wrócili do Polski, zamieszkali w Ząbkowicach k. Sosnowca, gdzie Witold ukończył szkołę powszechną. Od 1921 uczęszczał do Gimnazjum im. B. Prusa w Sosnowcu, następnie w 1927 podjął naukę w Szkole Morskiej w Tczewie, którą ukończył w 1930 (wówczas był to już Wydział Nawigacyjny Państwowej Szkoły Morskiej w Gdyni). Po ukończeniu szkoły i odbyciu szkolenia w Szkole Podchorążych Marynarki Wojennej w Toruniu, zwolniony do rezerwy w styczniu 1932 rozpoczął pracę jako oficer pokładowy w Polsko-Brytyjskim Towarzystwie Okrętowym Polbryt. W 1934 przeszedł do Żeglugi Polskiej, został II oficerem na s/s „Katowice” i ukończył kurs radiotelegrafisty. W latach 1935–1938 pływał jako I oficer i radiotelegrafista. W październiku 1938 uzyskał dyplom kapitana żeglugi wielkiej. Wiosną 1939 został pilotem w gdyńskim porcie.
W czasie kampanii wrześniowej 1939 dowodził plutonem marynarzy w I Batalionie Kadry Floty broniąc Gdyni i Oksywia, za co został odznaczony Krzyżem Walecznych. Po walkach trafił do niewoli. Przebywał w obozach jenieckich: Oflag II A Prenzlau, Oflag II E Neubrandenburg, Oflag II D Gross-Born, Stalag X B Sandbostel.
Po wyzwoleniu z obozu jenieckiego w 1945 trafił do Polskiej Marynarki Handlowej w Wielkiej Brytanii. W 1946 wrócił do Polski i został zastępcą kierownika Wydziału Holowniczo-Ratowniczego Żeglugi Polskiej S.A., zajmującego się oczyszczaniem portów i red z wraków pozostałych po działaniach wojennych. W 1951 wydział przekształcono w przedsiębiorstwo Polskie Ratownictwo Okrętowe. Witold Poinc został w nim dyrektorem ds. technicznych i kierował wydobyciem ponad 200 wraków (30 z nich przywrócono do służby), w tym Gneisenau, blokującego wejście do gdyńskiego portu. Tworząc pierwsze polskie przedsiębiorstwo wydobywające wraki W. Poinc korzystał z doświadczeń firm duńskich i radzieckich, ale opracował też nowatorskie metody, za co otrzymał nagrody państwowe.
Od stycznia 1958 przez 10 lat był kapitanem portu w Gdyni. W 1968 przeniesiony został do Urzędu Morskiego w Gdyni, gdzie do 1973 był zastępcą dyrektora do spraw awaryjności we flocie.

W latach 60. XX wieku w Państwowej Szkole Morskiej wykładał wiedzę morską i ratownictwo morskie. Był autorem podręczników „Ratowanie życia i mienia” (1966) i „Wydobywanie zatopionych statków” (1970). Na emeryturę przeszedł w 1975.

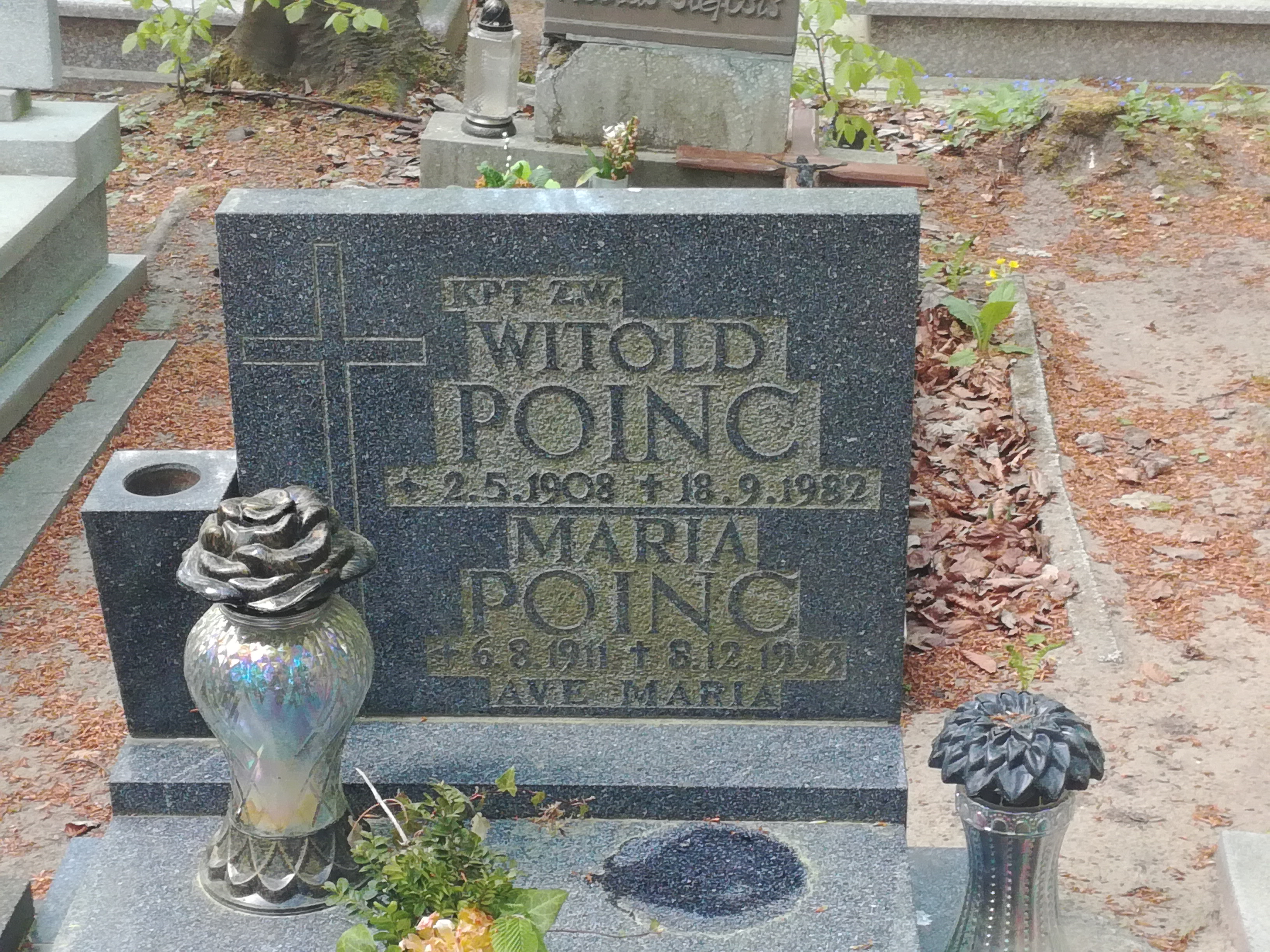
Grób Witolda Poinca w nowej alei zasłużonych cmentarza Witomińskiego

Zmarł w Gdyni, pochowany w nowej alei zasłużonych na cmentarzu Witomińskim (kwatera 26-38-8).

## Ordery i odznaczenia
- Order Sztandaru Pracy I klasy (1969)
- Order Sztandaru Pracy II klasy (22 lipca 1951)[6]
- Krzyż Oficerski Orderu Odrodzenia Polski (1968)
- Krzyż Kawalerski Orderu Odrodzenia Polski (10 lipca 1954)[7]
- Krzyż Walecznych (1946)
- Srebrny Krzyż Zasługi (21 września 1950)[8]
- Medal 10-lecia Polski Ludowej (15 marca 1955)[9]
- Medal Zwycięstwa i Wolności 1945 (1967)
- Medal „Za zasługi dla obronności kraju” (1966)
- Odznaka 1000-lecia Państwa Polskiego (1964)
- Odznaka Grunwaldzka (1967)
- Złota Odznaka honorowa „Zasłużony Pracownik Morza” (1956)
- Srebrna Odznaka „Racjonalizator Produkcji” (1950)
- Odznaka honorowa „Za zasługi dla Gdańska” (1960)
- Odznaka honorowa „Zasłużony Ziemi Gdańskiej” (1960)

Źródło:.

## Nagrody
- Nagroda Państwowa II stopnia za zastosowanie po raz pierwszy w Polsce metody wydobywania wraków przy pomocy pontonów cylindrowych (1952)[11]
- Nagroda Państwowa II stopnia (zespołowa) za nową metodę odmulania statków na dużej głębokości (1953)[12]

## Upamiętnienie
Od 1987 był patronem, już nieistniejącej, Szkoły Podstawowej Nr 22 w Gdańsku. Imieniem Witolda Poinca nazwano zbudowany w 1996 statek PRO MS Kapitan Poinc oraz ulicę w Gdańsku. 